# Miquelon
Pour les articles homonymes, voir Miquelon (homonymie).
Miquelon est la plus grande des îles de Saint-Pierre-et-Miquelon.

## Toponymie
L'île est attestée sous la forme Micquelle dans un routier contenant les règles et enseignements nécessaires à la bonne et sûre navigation, édité à Bordeaux en 1579 et intitulé « Les voyages aventureux du capitaine basque Martin de Hoyarçabal », en partance pour Terre-Neuve, ainsi que sous la forme Micklon en 1625 sur une carte dite Carte de Manson.
Miquelon se dit Mikelune en basque, Mikelon en breton et Miquelon en normand.
Miquelon pourrait être une forme basque de Michel,,, la traduction en langue basque de Michel étant Mikel. Certains éléments confortent cette hypothèse, comme la Carte de Champlain qui signale Miquelon et langalde et spécifie « Île aux Basques ». Martin Sapian, capitaine basque naviguant vers 1697, parle de San Pierre, Fortuna, Miquele Portu; il renforce et confirme le texte de Martin de Hoyarçabal. De nombreux Basques espagnols ont pu être influencés par la forme espagnole de Miguelón qui signifie grand Michel.

## Géographie
Miquelon est composé de trois presqu'îles, qui sont, du nord au sud : Le Cap, Grande Miquelon et Langlade (aussi appelée Petite Miquelon), reliées entre elles par des tombolos. Celui qui relie les deux dernières presqu'îles nommées, l'isthme de Miquelon-Langlade, est apparu au XVIIIe siècle et a été renforcé par de nombreux échouages de navires au cours des derniers siècles.
Au sud-est, Miquelon est séparée de l'île Saint-Pierre par la Baie, un chenal d'environ 5,5 kilomètres de largeur.
L’île de Miquelon a une histoire géologique complexe. L’influence des courants hydrodynamiques et des variations du niveau de la mer sur les dépôts de sédiments a conduit à la création de cordons littoraux plus ou moins stables dans le temps. Le dernier épisode notable est, il y a environ 300 ans, la fermeture de la barrière séparant Grande Miquelon et Langlade.

## Démographie
Bien qu'elle soit l'île avec la plus grande superficie (205 km2) de l'archipel, Miquelon ne compte que 627 habitants regroupés dans le village homonyme au nord de l'île. Vivant essentiellement de la pêche côtière, ils sont pour la plupart descendants de Basques, de Bretons, de Normands ou d'Acadiens, ces derniers étant arrivés sur l'île lors du Grand Dérangement.
D'autres hameaux sont répartis sur l'île mais ils ne sont pas habités de façon permanente : Mirande, le village de l'anse du Gouvernement, le Petit Barachois, le Ruisseau Debons ainsi que d'autres maisons et fermes isolées.

## Administration
Administrativement, Miquelon et les îlots environnants forment la commune de Miquelon-Langlade, qui avec celle de Saint-Pierre constitue la collectivité territoriale de Saint-Pierre-et-Miquelon.

## Lieux et monuments
- L'église Notre-Dame-des-Ardilliers de Miquelon
- Le Grand Barachois
- Le phare du Cap-Blanc, construit en 1883 et classé monument historique en 2012.

## Éoliennes
L'île s'est dotée en 1999 d'un parc de dix éoliennes pour une puissance de 0,75 MW. Celles-ci ont ensuite été retirées en 2014 faute de rendement.

## Galerie

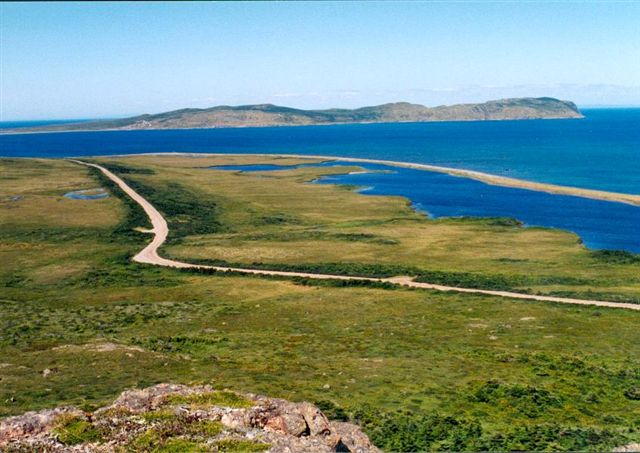
La côte nord de Grande Miquelon, avec au fond la presqu'île du Cap.
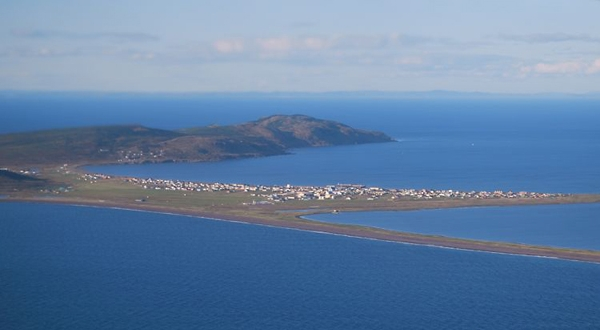
Le Village de Miquelon vue de l'ouest.
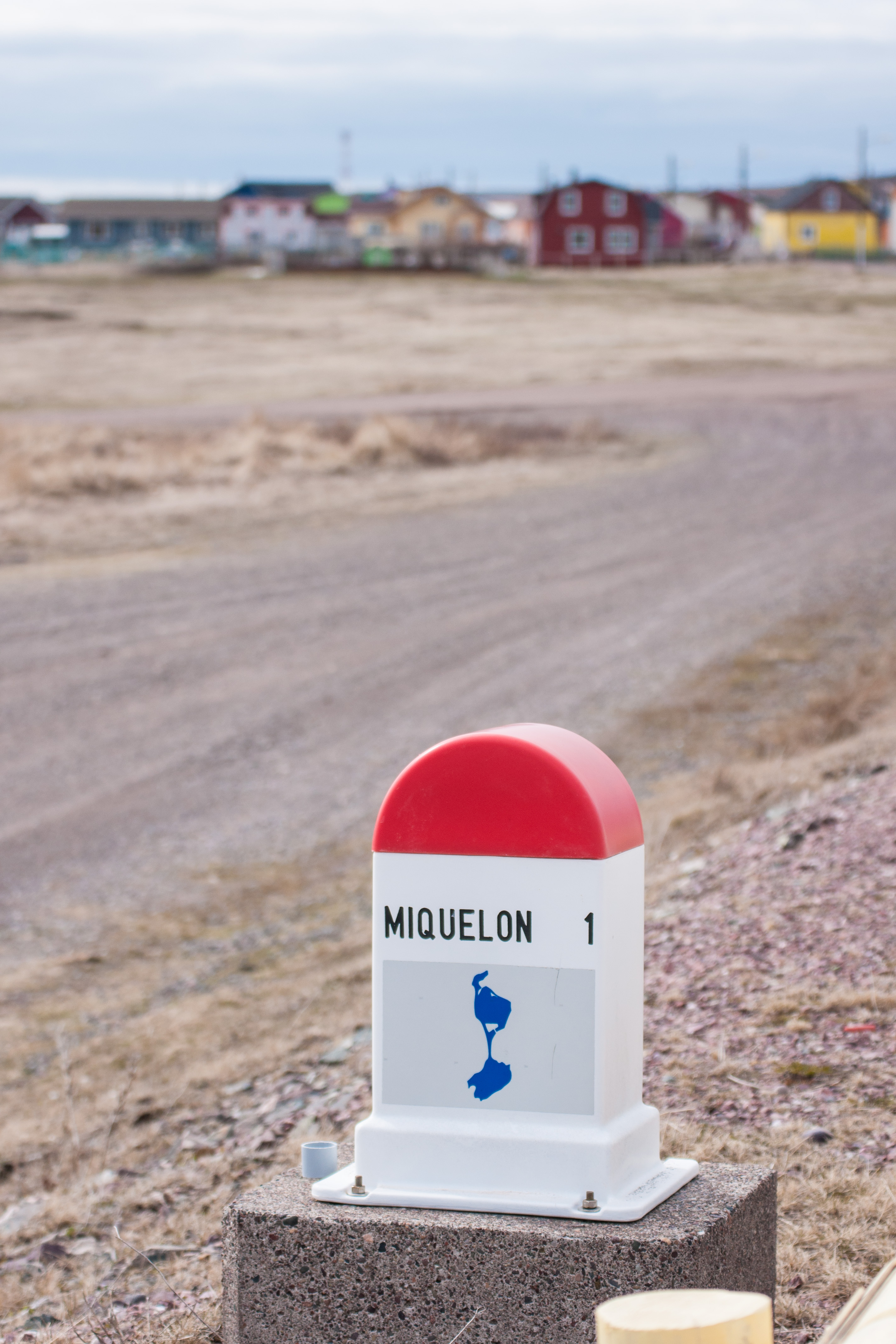
Borne kilométrique à Miquelon.
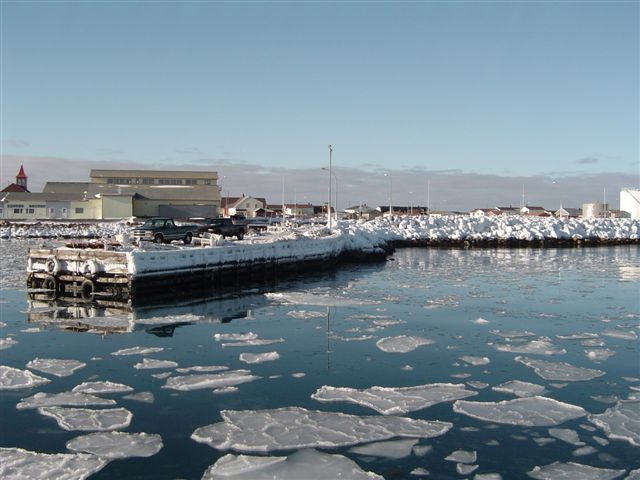
Le port de Miquelon.